# 勒梅尼勒奥泽讷
勒梅尼勒奥泽讷（法語：Le Mesnil-Ozenne，法語發音：[lə mɛnil ɔzɛn]）是法国芒什省的一个市镇，属于阿夫朗什区。

## 地理
勒梅尼勒奥泽讷（48°40'1"N, 1°13'51"W）面积4.59 平方千米，位于法国诺曼底大区芒什省，该省份为法国西北部沿海省份，西、北、东北三面环大西洋，东起顺时针与卡爾瓦多斯省、奧恩省、马耶讷省和伊勒-维莱讷省接壤。
与勒梅尼勒奥泽讷接壤的市镇（或旧市镇、城区）包括：大塞朗、伊西尼-勒比阿、马西伊、圣奥万、迪塞-莱谢里。

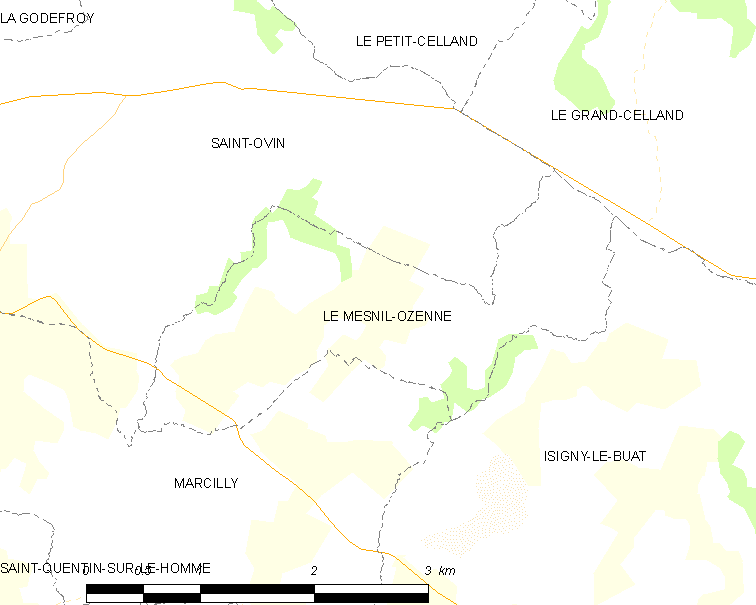
勒梅尼勒奥泽讷的OSM定位图

勒梅尼勒奥泽讷的时区为UTC+01:00、UTC+02:00（夏令时）。

## 行政
勒梅尼勒奥泽讷的邮政编码为50220，INSEE市镇编码为50317。

## 政治
勒梅尼勒奥泽讷所属的省级选区为蓬托尔松县。

## 人口

1962-2008年间勒梅尼勒奥泽讷人口变化图示

勒梅尼勒奥泽讷于2022年1月1日时的人口数量为269人。